# Torneio de xadrez de Semmering/Baden de 1937
O Torneio de xadrez de Semmering/Baden de 1937 foi uma competição internacional de xadrez realizada nas cidade de Semmering e Baden, na Baixa Áustria. Oito jogadores participaram do evento que foi realizado de 8 a 27 de setembro, tendo como chefe árbitro o então campeão mundial Max Euwe que foi posteriormente substituído por Rudolf Spielmann na organização do torneio. As quatro primeiras rodadas foram em Semmering e as três últimas no Hotel Grüner Baum  em Baden.

## Tabela de resultados[2]
| # | Jogador              | 1  | 2  | 3  | 4  | 5  | 6  | 7  | 8  | Total |
| 1 | Paul Keres           | ** | ½½ | ½½ | 10 | ½1 | 10 | ½1 | 11 | 9     |
| 2 | Reuben Fine          | ½½ | ** | ½½ | ½½ | ½½ | ½½ | 1½ | 1½ | 8     |
| 3 | José Raúl Capablanca | ½½ | ½½ | ** | ½½ | 1½ | ½0 | ½1 | ½½ | 7½    |
| 4 | Samuel Reshevsky     | 01 | ½½ | ½½ | ** | ½½ | 11 | ½0 | 10 | 7½    |
| 5 | Salo Flohr           | ½0 | ½½ | 0½ | ½½ | ** | 1½ | ½½ | 1½ | 7     |
| 6 | Erich Eliskases      | 01 | ½½ | ½1 | 00 | 0½ | ** | ½1 | 0½ | 6     |
| 7 | Viacheslav Ragozin   | ½0 | 0½ | ½0 | ½1 | ½½ | ½0 | ** | 1½ | 6     |
| 8 | Vladimirs Petrovs    | 00 | 0½ | ½½ | 01 | 0½ | 1½ | 0½ | ** | 5     |